# Número 8 (película)
Número 8 es una película argentina un drama escrito y dirigido por Sergio Esquenazi y producido por Christian Koruk. Estrenada en 2007, está protagonizado por  Diego Alonso Gómez (su primer protagónico en cine) y  Sofía Zámolo

## Sinopsis
Es la historia de Lorenzo, quien graba con su cámara de video las cosas cotidianas de su vida. Conoceremos a su novia, a sus compañeros de trabajo y nos irá detallando su particular punto de vista sobre la vida. Además, veremos a Lorenzo practicar la más absoluta, detestable y horrenda violencia.  

## Premios

### BARS
|Mención Mejor director || Sergio Esquenazi || Ganador

### Reparto
- Diego Alonso Gómez

- Sofía Zámolo

- Javier Parcero

- Alejandra Lapola

- Noelia Di Laura

- Julio Luparello

- Valeria Goldstein

- Marcelo López Foresi

- Miguel San Marco

- Diego Zampayo